# Morte personificata

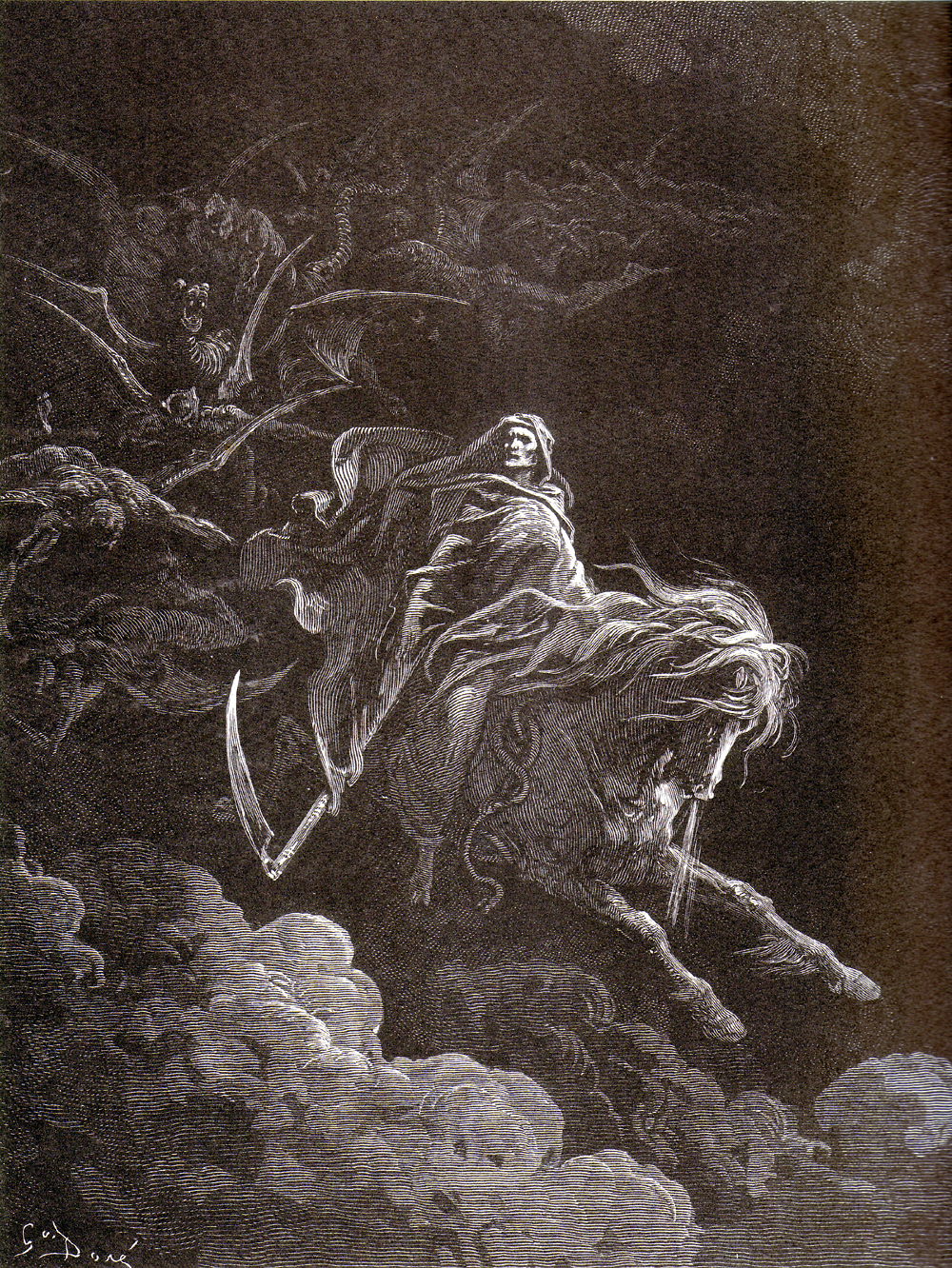
La Morte sul Cavallo Bianco, di Gustave Doré, ispirato dal passo 6:8 dell'Apocalisse di Giovanni

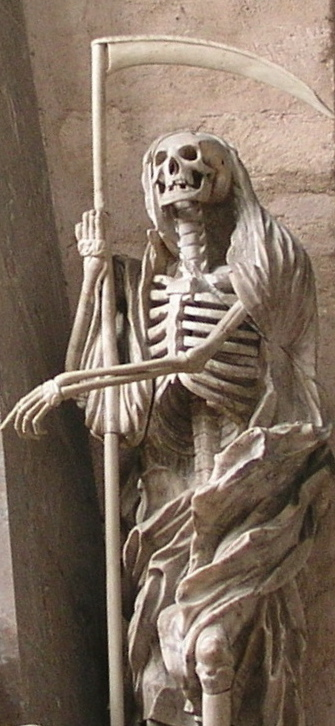
Statua di uno scheletro ammantato nella cattedrale di Treviri in Germania

La morte personificata è una figura esistente fin dall'antichità nella mitologia e nella cultura popolare, con una vaga forma umana o come personaggio fittizio. La raffigurazione più diffusa nell'immaginario collettivo è quella di uno scheletro che brandisce una falce, a volte vestito da un saio nero, una tunica o da un mantello di colore nero munito di cappuccio.
I temi più comuni con i quali viene raffigurata la morte personificata sono:
- scheletri che danzano con esseri viventi;
- scheletri armati di falce che infieriscono su varie categorie sociali di persone per dimostrazione che dinanzi alla morte siamo tutti uguali;
- Danza Macabra che si diffonde nella seconda metà del 1300 mediante il testo francese composto da Jean Le Ferve (1395-1468) nel quale dichiara: “Je fis Le Macabré La Danse”[1];
- raffigurazioni del Giudizio Universale correlato a una rappresentazione dantesca del Paradiso e dell'Inferno;
- raffigurazione del Giudizio Universale come decimazione umana dopo la peste del 1348[2];
- raffigurazioni di tre personaggi vivi e tre personaggi morti, questo per sottolineare il ciclo della vita e della morte;
- associazione di simboli di morte a quelli del diavolo per evidenziare la contrapposizione duale tra l'anima e il corpo, la luce e il buio, la vita e la morte[3].

L'iconografia del Giudizio Universale dal XII secolo cambia diventando giudizio individuale: l'uomo al momento della morte acquista coscienza della sua individualità, passando perciò dalla morte intesa come fatto collettivo, alla morte che concerne il singolo individuo, la propria morte. Il morente non vede più le persone intorno a sé ma si chiude in se stesso dove avviene lo scontro tra Cielo e Inferno, tra Cristo, Le Vergini, I santi e i Demoni. Il giudizio dell'individuo non avviene in uno spazio ultraterreno ma dentro la sua stanza: accade allora che Dio non sia tanto il giudice che pronuncia la sentenza, quanto l'arbitro dell'ultima prova proposta all'uomo nel momento preciso della morte. Il morente deve scegliere tra il bene e il male, ma il demonio lo tenta sollecitandolo alla disperazione mostrandogli come la fine minacci di sottrargli tutti quei beni materiali che egli ha amato e posseduto. Se accetterà di rifiutare i beni terreni si salverà, se invece vorrà portarli nell'aldilà sarà dannato. Questi oggetti temporali possono essere sia beni concreti che la stessa famiglia, in entrambi i casi il moribondo peccherà di avarizia intesa come avida passione della vita, degli esseri e delle cose. L'avaro voleva portare con sé i beni della vita ma la Chiesa lo avvertiva che li avrebbe portati all'Inferno. Lo si vede bene nell'affresco Il trionfo della morte, risalente al 1485, ospitato nella chiesa di S. Bernardino a Bergamo, la morte viene raffigurata come regina che sottomette tutti a sé, indossa un mantello e una corona ed è attorniata da persone che la implorano e le offrono ricchezze.
Pertanto il momento della morte non è più calmo e rassegnato ma drammatico, in quanto espressione di questo nuovo rapporto con la ricchezza che può essere temporale ma anche spirituale. L'uomo in punto di morte, non essendo più certo della salvezza eterna, voleva salvaguardarsi con garanzie spirituali: il morente quindi doveva scegliere tra l'amore per i beni temporali e la vita eterna: donare i beni alla Chiesa permetteva la salvezza dell'anima.
Si stabilì così una relazione ambigua tra gli atteggiamenti davanti alla ricchezza e quelli davanti alla morte (l'amore delle cose terrene legato alla salvezza eterna): l'amore per i beni terreni permettevano donandoli alla Chiesa, la garanzia della vita eterna, ma non solo, si ottenevano in cambio anche fama e gloria, come mostrano le tombe dei maggiori donatori. Ritornano infatti le tombe visibili, molto rare nell'Alto Medioevo, che permettevano al defunto di essere in cielo ma rimanere sulla terra. Questo processo di trasformazione ha portato l'aumento della diseguaglianza tra povero e ricco: solo pochi potevano arrivare a ottenere una tomba visibile e propria, gli altri rimanevano anonimi nella fossa comune. La netta distinzione tra ricco e povero veniva sottolineata dal cambiamento dei riti funebri. Il corte funebre del potente donatore aveva un seguito molto numeroso, costituito da monaci, preti specializzati, amici, parenti e gente povera.
La figura della morte è nota a molti con il nome di Tristo Mietitore, Sinistro Mietitore, Cupo Mietitore, Nera Mietitrice, Grande Mietitrice o Signora in Nero. La personificazione della morte viene generalmente associata all'idea di un'entità neutra, ossia né buona né cattiva. Il suo unico compito sarebbe quello di accompagnare nel trapasso le anime degli esseri umani al regno dei morti.
La morte viene spesso immaginata come una forza personificata, grazie al suo posto di rilievo nella cultura. In alcune mitologie, il Tristo Mietitore fa sì che la vittima muoia semplicemente venendo a prenderla e portandola all'inferno. A loro volta, le persone in alcune storie cercano di aggrapparsi alla vita evitando la visita della Morte, o difendendosi dalla Morte offrendole denaro o altre preziosità o usando trucchi. Altre credenze sostengono che lo Spettro della Morte è solo uno psicopompo, che serve a recidere gli ultimi legami tra l'anima e il corpo, e per guidare il defunto verso l'aldilà, senza avere alcun controllo su quando o come la vittima muore. La morte è spesso personificata in forma maschile, sebbene in certe culture venga percepita come femminile (ad esempio, Morana nella mitologia slava).

## Mitologia greca e romana

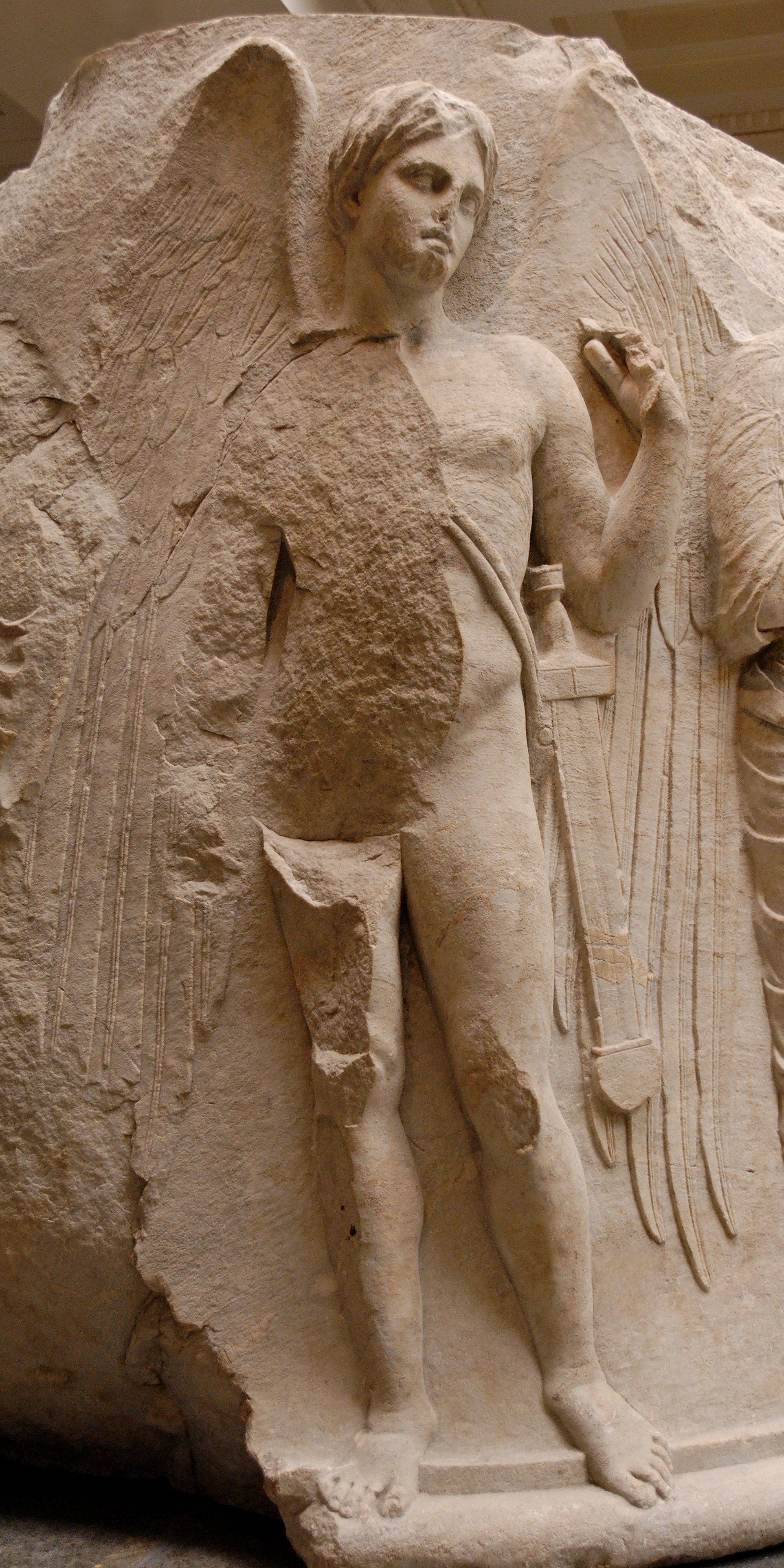
Thanatos, riprodotto come un giovane alato al tempio di Artemide a Efeso

Nella mitologia greca, Tanato (Θάνατος) è la personificazione della morte. Dal suo nome deriva la tanatofobia, la paura della morte.
Secondo Esiodo, è figlio di Notte (Νύξ), che l'aveva concepito per partenogenesi, nonché fratello gemello di Ipno (il Sonno), come già narrato da Omero nell'Iliade.
Nemico implacabile del genere umano, odioso anche agli immortali, ha fissato il suo soggiorno nel Tartaro o dinanzi alla porta degli Inferi. È in questi luoghi che Eracle ha combattuto con Tanato sconfiggendolo e legandolo con una catena di diamanti per tenerlo prigioniero sino a che non ottenne la restituzione di Alcesti, che ricondusse trionfalmente a casa.
Ateniesi e Spartani lo onoravano di un culto particolare, ma non si sa nulla sul tipo di culto che gli rendevano.
Tanato aveva un cuore di ferro e delle viscere di bronzo. I greci lo rappresentavano come un giovane o un vecchio barbuto con le ali.
Gli attributi comuni tra Tanato e la madre Notte sono le ali e la torcia capovolta, quale simbolo della vita che si estingue.
Talvolta era rappresentato sotto la figura di un bambino nero con piedi torti o incrociati, quale simbolo dell'imbarazzo dei corpi che si trovano nella tomba. Nelle antiche sculture viene rappresentato anche con un viso dimagrito, gli occhi chiusi, coperto da un velo, e mentre tiene una falce in mano a simboleggiare la vita raccolta come il grano. Altri simboli sono una farfalla in mano (ψυχή [psiche], che oltre a farfalla, può significare anche anima, vita) oppure con un fiore di papavero sonnifero, simbolo che condivideva col fratello Ipno.
I Romani lo chiamavano anche Mors raffigurandolo come un Genio alato e silenzioso e gli alzarono anche degli altari.

## Mitologia indù e buddhista

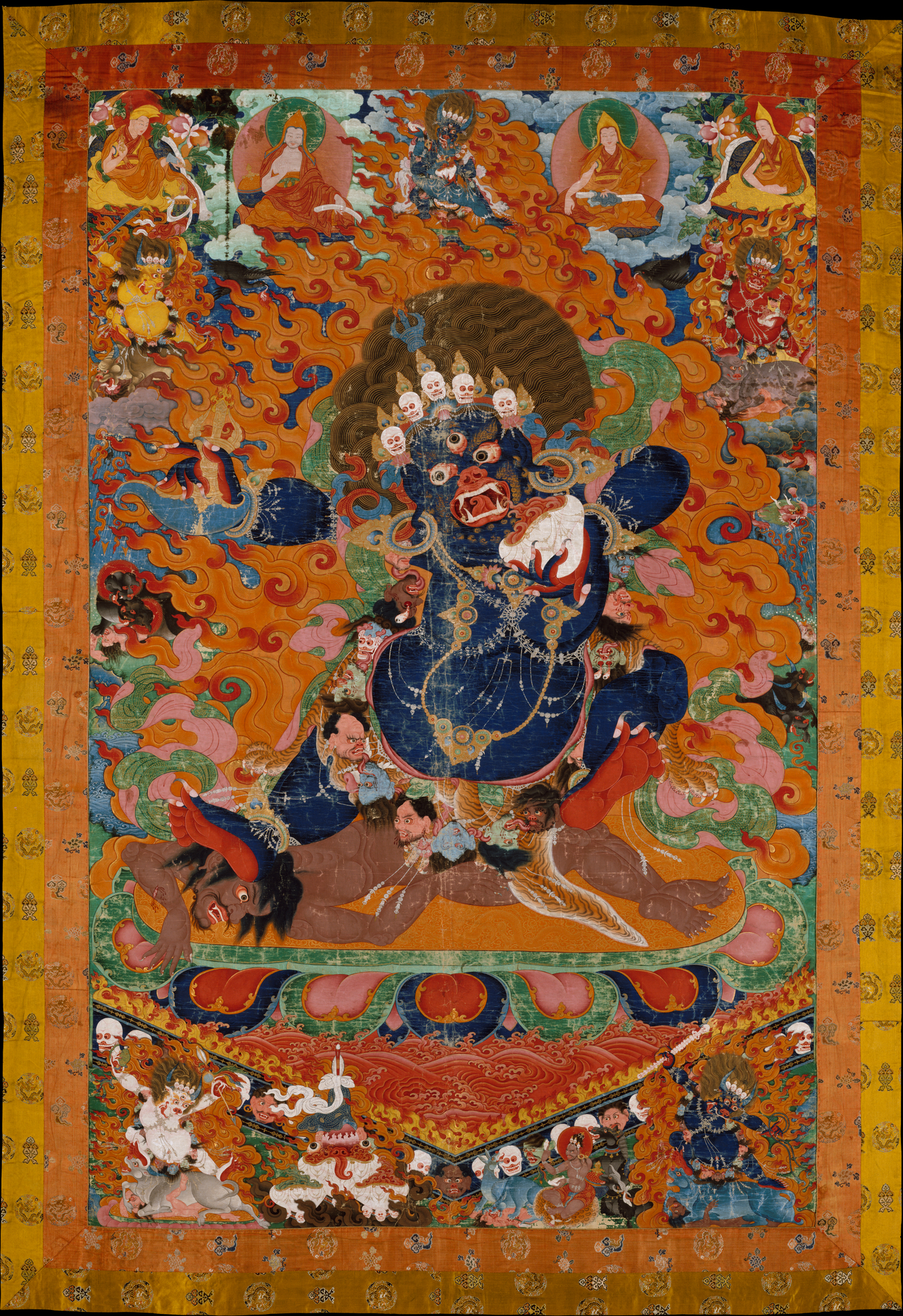
Yama, il signore della Morte nell'iconografia buddhista tibetana

Nell'Induismo Yama è la divinità preposta al controllo e al trapasso delle anime da un mondo all'altro. È figlio di Sūrya (dio del Sole) e di Saranyu, viene chiamato anche Dharma (Giustizia, poiché ha il compito di giudicare le destinazioni delle anime) e Kala (Tempo, Yama è identificato con il tempo poiché è quest'ultimo a decretare il momento della morte). La sua tradizionale iconografia è quella di un uomo che cavalca un bufalo nero, vestito di rosso con gli occhi di fuoco e la pelle verde.
Nel Buddhismo è rappresentato come un essere irato, dalla pelle di colore nero-blu, vestito di pelli animali e adorno di teschi e ossa. Nella rappresentazione iconografica del Saṃsāra Yama stringe a sé la ruota dell'esistenza. Nel buddhismo Vajrayana la morte viene considerata uno degli otto dharmapada, un difensore del Dharma. Sempre nel buddhismo Vajrayana esiste anche Yamantaka, il Distruttore della morte, che assume su di sé le sembianze di Yama, compreso il volto di bufalo tratto dal suo veicolo nell'iconografia induista, a significare il superamento di ogni dualità.

## Nelle religioni abramitiche
Nella Bibbia il quarto cavaliere dell'Apocalisse è rappresentato con l'inferno che lo segue. Nell'Antico Testamento il cosiddetto "Angelo del Signore" colpisce 185.000 nell'accampamento Assiro (II Re 19:35), nel libro dell'Esodo 12:23, il Signore "percuote" ogni primogenito d'Egitto ma non fa passare lo "sterminatore" nelle case in cui c'è un segno di sangue sulla porta. Sempre l'Angelo Sterminatore causa una pestilenza in Israele finché il Signore non gli ordina di "ritirare la mano" (II Sam 24:16; I Cronache 21:15). Re Davide vede l'Angelo della Morte descrivendolo "stava tra terra e cielo con la spada sguainata in mano, tesa verso Gerusalemme"(I Cronache 21:16). Nel suo libro, Giobbe usa il termine "distruttore" e in Proverbi si fa riferimento alla morte (Prov. 16:14). Di solito Azrael è riconosciuto come Angelo della Morte.
Il "mĕmītǐm" è un tipo di angelo biblico associato con la mediazione oltre la vita dei morenti (Libro di Giobbe 33:22). Ci sono alcuni dibattiti religiosi tra gli studiosi per quanto riguarda l'esatta natura del memitim.

### Nell'Ebraismo
Secondo il Midrash, l'angelo della Morte fu creato da Dio nel primo giorno. Egli abita nei cieli e possiede dodici ali. È rappresentato come un essere ricoperto da occhi che tiene in mano una spada da cui gocciola fiele. Quando un uomo sta per morire, l'Angelo fa cadere una goccia di fiele in bocca all'uomo e questo ne causa la morte: l'uomo comincia a decomporsi e il suo viso diventa giallo. L'espressione "avere il gusto della morte" è derivata dalla credenza che la morte fosse causata da una goccia di fiele. Dopo la morte dell'uomo l'anima esce dalla bocca (o dalla gola) e la sua voce giunge fino alla fine del mondo.
Proprio per questo l'Angelo sta sulla testa del morente, per impedire all'anima di fuggire. Nella tradizione ebraica, l'angelo è rappresentato come un brutale macellaio che uccide tramite la sua goccia di fiele, usando la sua spada (o un coltello) o con un laccio (che simboleggia la morte per soffocamento). Infatti le pratiche di esecuzione capitale nella cultura ebraica venivano eseguite tramite la combustione (il versare un liquido incandescente nella gola del condannato—pratica che ricorda la goccia di fiele), la macellazione (o decapitazione) e il soffocamento. Inoltre l'Angelo possiede un mantello nero che gli permette di trasformarsi in tutto ciò che vuole per meglio assolvere il suo compito, di solito si trasforma in mendicante o studioso.
Secondo la tradizione ci sarebbero sei angeli della morte:
- Gabriele, che prenderebbe le anime dei giovani;
- Kapziel o Kafziel, che prenderebbe le anime dei re;
- Mashbir o Meshabber, che prenderebbe le anime degli animali selvatici;
- Mashhit, che prenderebbe le anime dei bambini;
- Af, che prenderebbe le anime degli uomini;
- Hemah, che prenderebbe le anime degli animali domestici.

#### La Morte e il Diavolo
L'angelo della Morte, a causa delle sue frequenti rappresentazioni di mostro vestito di nero o di impietoso ed iniquo omicida, è stato spesso associato al diavolo. Persino nella genesi quando Eva, durante il suo colloquio col serpente, associa la morte al peccato originale (Gen. 3:3).

### Nel Cristianesimo

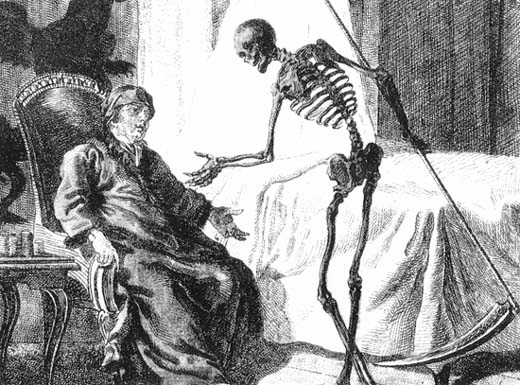
Morte con la falce; illustrazione

Nel Nuovo Testamento la morte è citata solo qualche volta e affrontata con un atteggiamento notevolmente positivo. Basti pensare a Cristo che risorge dai morti, alle numerose allusioni della vittoria sulla morte e alla scomparsa di paura della morte. La morte, quindi, mantiene la sua accezione negativa (vedi Ap 6, 8) ma assume il ruolo di vinta e non di vincitrice. Prima, infatti, la condizione umana sia buona che cattiva aveva conclusione nella morte, ora la morte è solo un "periodo transitorio", una sorta di lungo sonno.
La morte, infatti, non è necessariamente eterna poiché da essa potrebbe essere possibile "risuscitare" (come Lazzaro in Gv 11, 1-44) e sicuramente alla fine dei tempi "risorgere", ovvero lo stato in cui la morte non avrà più dominio, come nel caso della Resurrezione di Gesù Cristo.
L'aspetto poi potenzialmente positivo della morte per chi non è in peccato mortale (nella dimensione religiosa cristiana) è ben esplicata nel Cantico delle Creature di San Francesco d'Assisi:
beati quelli che trovarà ne le tue santissime voluntati, ka la morte secunda no 'l farrà male.»
La «morte seconda» ha un significato escatologico che in teologia allude alla morte dell'anima anziché del corpo, a seguito della dannazione eterna.
Nella tradizione ci sono due Angeli della Morte: Michele, che è buono, e Samaele, che invece è malvagio, distruttore e accusatore.

#### Nel folklore regionale italiano
Nelle campagne venete tra Padova e Venezia l'immagine della morte come mietitrice, ossia scheletro coperto da un mantello e armato di falce, è popolarmente chiamata col nome di Maria Penea. Il nome Maria, molto comune e familiare, esorcizza il timore della morte, mentre "penea" in lingua veneta significa "pennella"/"pennello" ed indica quindi che la morte è simile a una mano di pittura bianca che cancella tutto. La figura di Maria Penea era anche utilizzata dalle famiglie come spauracchio per tenere i bambini lontani da fossi e canali, ai piccoli veniva detto ad esempio: «Sta tento che vien fora Maria Penea e la te tira basso» (Stai attento, viene fuori Maria Penea e ti tira giù).

### Nell'Islam
Azrael, uno dei quattro Arcangeli principali nella teologia islamica, appare come la personificazione della Morte nella tradizione islamica.

## Mitologia giapponese
Nella mitologia giapponese buddista la morte è impersonata da Enma, anche conosciuto come Enma Ou e Enma Daiou. Enma comanda lo Yomi (gli Inferi), il che lo rende simile ad Ade, e decide se i morti devono andare in paradiso o all'inferno.
I testi religiosi, in particolare il Kojiki, parlano del Takama no Hara (Pianura degli Alti Cieli, paragonabile al concetto occidentale di paradiso) e dello Yomi no Kuni (o Terra di Yomi, paragonabile al concetto occidentale Ade), una terra dei morti in cui regna la Dea Izanami, la quale, stando al mito, prenderebbe ogni giorno l'anima di mille persone. Izanami è chiamata anche grande Dea dello Yomi, tuttavia non viene spiegato in che modalità si entri in questo mondo.
Sempre secondo il Kojiki, esisterebbe un altro luogo collegato allo Yomi, ossia il Ne no Kuni dove vive Susanoo.
Un culto più recente è quello degli shinigami, gli dei della morte, che potrebbero avere origine dalle tradizioni occidentali del cupo mietitore.

## Nel paganesimo slavo

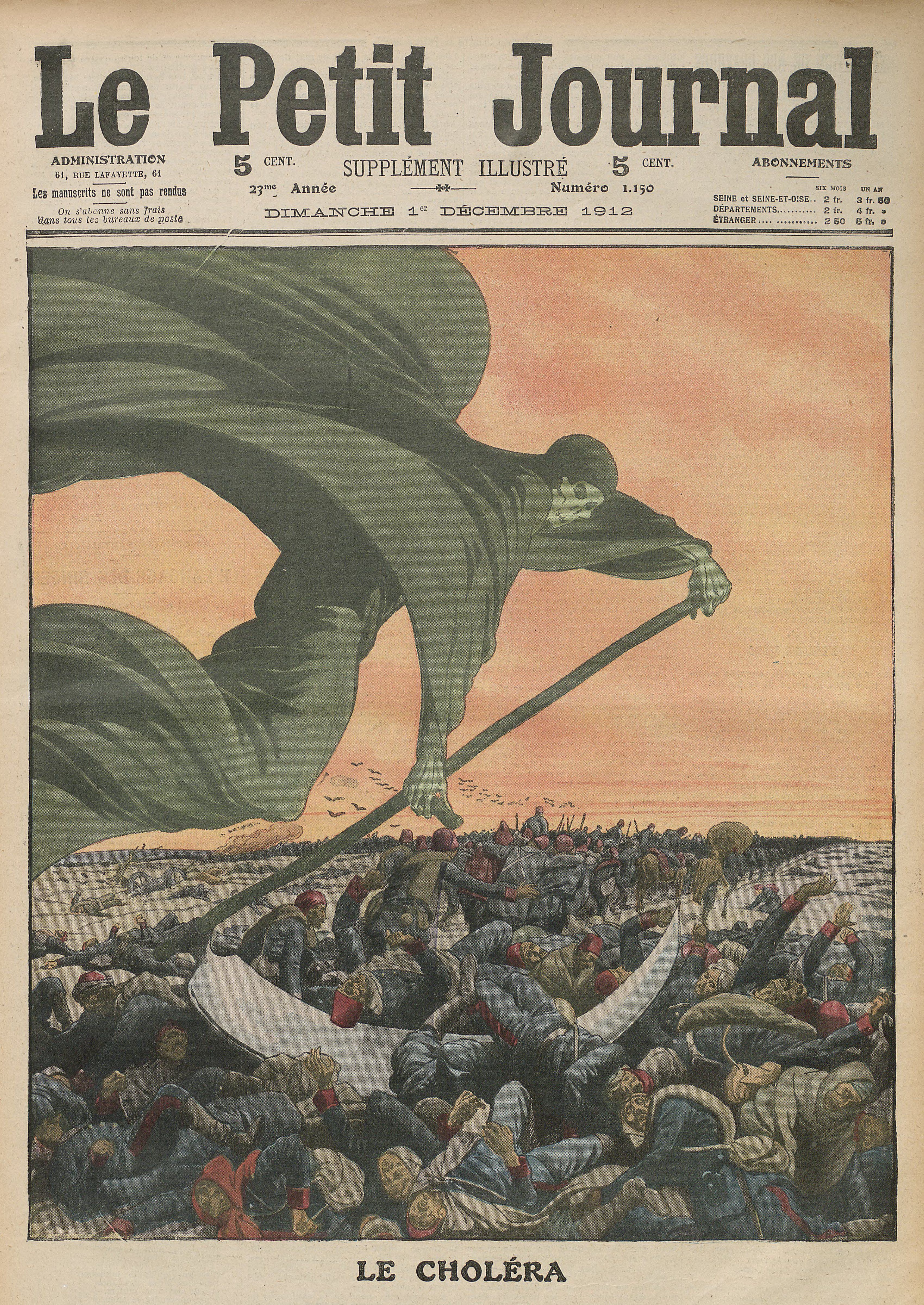
La morte di colera che, in Le Petit Journal, falcia le vite degli uomini

Le antiche tribù slave vedevano la morte come una bellissima donna vestita di bianco che teneva in mano un ramoscello di sempreverde. Il tocco di questo ramoscello avrebbe significato la morte immediata di una persona.
Questa iconografia è sopravvissuta fino al Medioevo fino a quando non è stata sostituita dallo scheletro con la falce.

## Nel paganesimo lituano
Nel mitologia lituana la morte è chiamata Giltinė, dal termine "gilti" (pungere). Giltinė è stata rappresentata come una vecchia donna vestita di blu con una lingua velenosa e mortale. La leggenda vuole che prima Giltinė fosse una bellissima giovane trasformata in un essere mostruoso quando fu chiusa in una bara per sette anni. La dea della Morte era la sorella della dea del fato, Laima, che rappresenta inoltre il legame tra inizio e fine.
Dopo i lituani adottarono come immagine della morte lo scheletro con la falce.

### Il tema del macabro
Il tema del macabro si distingue in relazione a tre fasce temporali:
1. nel periodo tra il XII e il XIII avviene una prima trasformazione nel costume funebre, ossia nascondere la morte: il corpo non era più esposto dinanzi all'altare e fa il suo ingresso il calco sul volto del morto[9]. La raffigurazione somigliante al viso del cadavere non viene fatta per incutere orrore ma per scattare foto realistiche del defunto ed ottenere l'effetto di una immagine ancora in vita. I calchi marmorei insieme alle rappresentazioni dei cadaveri avevano quindi la funzione di raffigurare i morti da vivi e ciò si concilia con la pratica del sottrarre agli sguardi il corpo del defunto proprio perché si riproduce il vivente, coi tratti del morto, e si chiede all'arte di sostituirsi alla cruda realtà;
2. la fase che va dal XIV al XV secolo il sentimento davanti alla morte è d'impotenza, l'uomo si sente fallito in quanto mortale. La morte non faceva paura come evento empirico in sé in quanto era familiare, ma era temuto in quanto accostata al fallimento umano e tutto ciò diveniva commovente. Questo sentimento individuale di tracollo si lega alla visione di una vita come progetto e quindi di scelta volontaria. L'iconografia del Macabro diviene più astratta e quindi avremo cadaveri sotto forma di scheletri, le immagini esprimono la coscienza di sé[1];
3. La fase che va tra il XVI e XVIII secolo ricerca una presenza realistica della morte, essa diviene un oggetto affascinante dato il suo avvicinamento tra Thanatos ed Eros[10]: i soggetti macabri si caricano di senso erotico. Successivamente a queste tematiche erotiche-macabre si aggiunge l'elemento del morboso ossia un gusto perverso ma non consapevole nei confronti dello spettacoloso fisico della morte e della sofferenza. Si era instaurato il fascino per il corpo del defunto. Tutto ciò testimonia come la fine della vita, seppur accettata nella pratica quotidiana, in realtà, non lo era nel mondo dell'immaginario, dove avvengono le grandi trasformazioni della sensibilità.

Dalla fine del XVIII secolo si assiste a un ritorno al dolore per la scomparsa del proprio caro e a una teatralizzazione del dolore che dimostra l'intolleranza verso la separazione dall'altro: nasce così l'esigenza di venerare la memoria dei defunti. Nel XX secolo assistiamo però alla perdita di questo sentimento di familiarità con la morte che comporterà l'affievolirsi della ritualità, del sentimento romantico e del culto funerario trasformando così la morte in un avvenimento da rimuovere, svuotando i riti funebri della loro carica simbolica.

## L'arte di morire
Alla fine del Medioevo, tra il 1450 e il 1530, si sviluppa l'ars moriendi che offre la risposta della religione all'angoscia degli uomini di fronte alla morte. Di quest'arte si possono comunque rintracciare manoscritti di più antica data, circa nel Trecento, nei quali si intravede già il tema della raffigurazione delle scene sul letto di morte e nella camera mortuaria, temi principali della pedagogia delle artes moriendi. Gli studiosi del genere la fanno risalire alla Germania meridionale a opera di un domenicano di Costanza che vi sarebbe ispirato alla pagine di Gerson dell'Opusculum tripartitum.
L'ars moriendi si diffuse dalle case dei frati predicatori e dei padri del concilio, e per circa ottant'anni le rappresentazioni del letto d'agonia, quella della danza dei morti, quella del Giudizio, e infine quella dell'Inferno e del Paradiso, domina la letteratura sulla morte. Tutta la scena è concentrata sull'ultimo momento, il morente è solo, o quasi, i familiari e i vicini intervengono poco e il prete è assente. La morte fisica e quella delle danze Macabre non compare quasi più ma il morente è ridotto alla sua anima ed è la sorte di questa a essere in gioco. Nella seconda metà del Quattrocento italiano l'ars moriendi assumerà l'aspetto di un'arte di ben vivere e ben morire e l'individuo è chiamato a compiere, durante la sua intera esistenza, tutta una serie di esercizi costanti per familiarizzare con la morte, come visitare i cimiteri, assistere all'agonia di parenti e amici.
Leon Battista Alberti propose una riflessione nuova sulla morte invitando a godere la vita giorno per giorno e a non privarsi dei beni presenti per paura del futuro. Il tempo umano è la sola misura della durata e la vecchiaia è vista come un coronamento della vita, il momento in cui si può avere una visione più distaccata delle cose.
C'è chi poi ritiene la morte impossibile nell'universo dell'infinito, come il frate domenicano e filosofo Giordano Bruno, che contro la paura della dissoluzione considera la morte una diversa maniera d'essere.
Per il filosofo francese Michel de Montaigne è inutile e gratuitamente doloroso ingombrare la vita con i pensieri della morte facendo emergere quindi una concezione del trionfo della vita che deve essere scopo a se medesimo. L'ars moriendi scompare quindi nella sua forma tradizionale e riaffiora con uno stile e un contenuto di sdrammatizzazione dell'istante della morte. Si passa dall'arte del morire all'arte del ben vivere che trova in Erasmo da Rotterdam il suo punto di arrivo. Una buona morte non potrebbe porre riparo a una cattiva vita.

## La morte in letteratura
La morte è usata come tema in svariate opere letterarie e moltissimi artisti si sono rapportati con l'ultimo momento estremo di ogni esperienza umana.
Per Francesco Petrarca (i Trionfi) la morte appare come la salvezza di un'esistenza tormentata.
Per Ugo Foscolo (Dei sepolcri) riproponendo la figura di Ettore, eroe della mitologia greca, rappresenta la morte come una prova estrema da affrontare con coraggio e con spirito di sacrificio ma anche come un rifugio in cui trovare riposo dai mali della vita.
Alessandro Manzoni in Addio ai monti coglie nella morte la speranza del mondo dell'aldilà cristiano, ove la speranza di salvezza eterna non viene mai meno, soprattutto per la carità divina.
Giacomo Leopardi ne Canto notturno di un pastore errante dell'Asia vede la morte come un orribile abisso verso il quale l'uomo tende inconsapevolmente, senza conoscere la ragione del suo cieco viaggio e del suo crudele destino.
Ne I Malavoglia Giovanni Verga rappresenta la morte come tragica evenienza che segna il declino economico e talvolta morale di un'intera famiglia.
Giovanni Pascoli rappresenta la morte come una rottura dell'ordine naturale, una perdita irreparabile alla quale può far fronte solo con l'aiuto della poesia che gli permette di esprimere tutto il dolore del lutto e dell'ingiusta morte.
Dalla fine del XVIII secolo si assiste a un ritorno al dolore per la scomparsa del proprio caro e a una teatralizzazione del dolore che dimostra l'intolleranza verso la separazione dall'altro: nasce cosi l'esigenza di venerare la memoria dei defunti e la visita al cimitero diviene il grande atto permanente poiché tutti, credenti o atei, vanno al cimitero a onorare la memoria del defunto.
Nel XX secolo assistiamo però alla perdita di questo sentimento di familiarità con la morte che comporterà l'affievolirsi della ritualità, del sentimento romantico e del culto funerario trasformando così la morte in un avvenimento da rimuovere, svuotando i riti funebri e le rappresentazioni della loro carica simbolica.

## Nella cultura di massa
La morte personificata è un soggetto frequente nella cultura popolare. Qui una lista parziale delle opere in cui appare: 
- i romanzi comici del ciclo di Morte di Terry Pratchett;
- la fiaba dei Fratelli Grimm, Comare Morte;
- il film Vi presento Joe Black di Martin Brest;
- il film Il settimo sigillo di Ingmar Bergman;
- il film Monty Python - Il senso della vita di Terry Jones;
- il film Dellamorte Dellamore di Michele Soavi;
- il film Il gatto con gli stivali 2 - L'ultimo desiderio di Joel Crawford, con l'aspetto di un lupo albino;
- la serie cinematografica di Final Destination, in cui la morte non appare mai fisicamente ma viene rappresentata come un'entità invisibile che manipola oggetti, persone, ambienti, ecc.
- il libro, da cui è stato tratto successivamente un omonimo film, Storia di una ladra di libri di Markus Zusak, dove la morte impersonificata ha il ruolo di narratrice della storia;
- il videogioco Have a nice death, in cui il giocatore assume il punto di vista della morte stessa.